# Giangiacomo Schiavi
Giangiacomo Schiavi (Gragnano Trebbiense, 20 agosto 1955) è un giornalista e scrittore italiano.

## Biografia
Nato a Gragnano Trebbiense il 20 agosto 1955, vince all'età di sedici anni il premio di poesia "Città di Piacenza" e pubblica poco dopo, per l'editore Gallarati, il libro "A piena voce", omaggio al poeta russo Vladimir Majakowsky.
Inizia giovanissimo la sua attività di giornalista, prima con alcune collaborazioni con il settimanale di attualità e spettacoli di Milano "Dove-Quando" diretto da Giuseppe Alberto Orefice. Successivamente inizia a lavorare al quotidiano di Piacenza Libertà. Qui, mentre frequenta la facoltà di Lettere Moderne all'Università Statale di Milano, occupa i vari ruoli della cronaca: passa dalla bianca, alla nera, dagli spettacoli allo sport. Dal 1978 al 1980 si dedica alla cronaca della provincia, con reportage ed inchieste sui paesi dell'Appennino. Nel 1981 viene chiamato al Resto del Carlino di Bologna, diretto da Tino Neirotti. Qui lavora all'ufficio centrale per poi passare, nel 1984 all'ufficio di corrispondenza da Roma, dove scrive di attualità e politica.
Nel 1986 pubblica il libro "Nucleare all'italiana", Angeli editore, che analizza la vicenda della Centrale Nucleare di Caorso.
Nel 1987 viene chiamato al  Corriere della Sera , diretto da Ugo Stille. Nella capitale svolge per due anni le mansioni di vice-caporedattore della cronaca. Viene poi trasferito, con lo stesso incarico, a Milano.
Nel 1993 il nuovo direttore del  Corriere della Sera , Paolo Mieli, lo chiama nell'ufficio centrale di Via Solferino a Milano e nel 1996 lo nomina capocronista alla redazione di Milano.
Sempre nel 1996 pubblica "Ho ammazzato Gigi Rizzi", Rizzoli editore, l'autobiografia di Gigi Rizzi, diario generazionale del play boy italiano che visse l'estate del 1968 con Brigitte Bardot.
Nel 1999 pubblica "Il Piccolo Maracanà", libro dedicato ad un torneo di calcio diventato leggenda nel suo paese natale.
Nel 2005 pubblica "Controvento", editore Rizzoli, scritto con il navigatore solitario ed esploratore  Ambrogio Fogar, paralizzato da un incidente durante il rally Parigi-Dakar.
Sempre nello stesso anno pubblica "Sani per scelta", editore Rizzoli, scritto in collaborazione col biologo molecolare Edoardo Boncinelli.
Nel 2007 pubblica "Il giornale segreto", editore Fondazione Corriere della Sera, partendo da un dattiloscritto di Dino Buzzati
Il suo interesse per il mondo della sanità e le distorsioni etiche del settore, lo portano ad una stretta collaborazione con il grande oncologo Gianni Bonadonna, con cui scrive nel 2008 "Medici umani, pazienti guerrieri", editore Baldini e Castoldi.
Dirige per otto anni la cronaca milanese del Corriere della Sera impegnandosi in prima persona in campagne civiche: "La rivoluzione del buon cittadino", "Adottiamo una strada", "Buon Natale anziani". Dal 2004 al 2009 si occupa della rubrica di dialogo con i lettori "Dalla parte del cittadino".
La sensibilità per la difesa civica e l'ascolto lo spingono a realizzare con la cronaca un viaggio in camper nei quartieri di Milano: 24 puntate per raccogliere le istanze dei cittadini, denunciando i problemi e valorizzando le positività. Da questa inchiesta nasce nel 2010 il "Manifesto" di Milano
Nel 2007 per questi racconti, riceverà dal sindaco Letizia Moratti l' Ambrogino d'oro dal comune di Milano, uno dei massimi riconoscimenti conferiti dalla città.
Nel 2013 pubblica "Scoop", editore Carte Scoperte, raccolta di articoli da prima pagina di giornalisti italiani dell'ultimo secolo.
È stato Vicedirettore del Corriere della Sera  dal 2009 sino al settembre del 2015.
Da marzo 2018 firma la rubrica "Buone Notizie" sul mensile  Scarp de' tenis.
Per il 2023 è prevista la pubblicazione di un volume dedicato a Luigi Illica.

## Premi e riconoscimenti
Nel 2007 gli viene attribuito l'Ambrogino d'oro.

## Pubblicazioni
- Ambrogio Fogar, Giangiacomo Schiavi, Controvento. La mia avventura più grande, BUR Biblioteca Univ. Rizzoli, 2006, ISBN 8817013854.
- Giangiacomo Schiavi, Buone notizie: Storie di un'Italia controcorrente nelle pagine del Corriere., Milano, Corriere della Sera, 2014, ISBN 9788861267770.
- 2016 Giangiacomo Schiavi, Carlo Vergani, Non ho l'età. Storie, scienza e speranze della nuova longevità, Centauria, ISBN 8869211738, ISBN-13: 978-8869211737.
- Giangiacomo Schiavi, Meno male. Storie di piccoli eroi che trasformano il mondo., Sperling & Kupfer, 2018, ISBN 8820065169.
- Giangiacomo Schiavi, Il mistero della «Notte». Una diagnosi per Michelangelo, La nave di Teseo, 2020, ISBN 8834603311, ISBN-13: 978-8834603314.
- Giangiacomo Schiavi, Il genio ribelle - Luigi Illica una vita da Bohème., 2023.